# Hermes Aquino
Hermes Aquino (Rio Grande, 21 de maio de 1949) é um publicitário, poeta, compositor, violonista e cantor brasileiro.
Era um dos raros representantes gaúchos do tropicalismo. Você Gosta?, parceria com Tom Zé, foi gravada por este e pelo grupo Liverpool em 1969. Planador, parceria com sua prima Laís Marques, foi gravado pelo Liverpool e pelo grupo carioca Os Brazões.
Para o IV Festival Internacional da Canção, em 1969, escreveu duas canções. Sala de Espera em co-autoria com Laís que foi defendida por ela (mais tarde foi regravada pelo grupo O Bando) e Flash que foi o seu primeiro sucesso como intérprete. Em 13 de agosto de 1975, é uma das atrações do festival "Vivendo a Vida de Lee", realizado no Cine Teatro Presidente, em Porto Alegre.
Em 1976 estoura com Nuvem Passageira que foi tema da novela O Casarão e se tornou um enorme sucesso desse ano. A canção foi apresentada numa das edições do programa Fantástico, da Rede Globo, num clipe filmado no calçadão da Praia de Copacabana.
Hermes só conseguiu gravar seu primeiro LP, "Desencontro de Primavera" em 1977, pelo selo Tapecar, com temas como Longas Conversas, Desencontro de Primavera (incluído também na trilha da novela "Locomotivas") e Bola Louca E Colorida.
O tema "Nuvem Passageira" foi um grande sucesso em Portugal no ano de 1978 aquando da exibição da novela "O Casarão". Nesse ano mudou-se para a gravadora Capitol, que lançou seu segundo LP, "Santa Maria", com canções como Santa Maria (também na trilha de "A Sucessora"), Chuva de Verão e Senhorita (na novela "Pecado Rasgado"). Desentendeu-se com a gravadora e o LP não repetiu o sucesso do anterior.
Regressou à sua terra natal. Foi programador musical da Rádio Continental na cidade de Porto Alegre, e compositor de jingles no Rio Grande do Sul.
Os álbuns "Desencontro de Primavera" (1977) e "Santa Maria" (1978) foram reeditados em 2014 pelo selo Discobertas.

### Nuvem Passageira
A música foi composta para uma namorada chamada Maria da Graça, também publicitária. Mas não apenas para a namorada, e sim também inspirada em passagens da vida de todos nós. Afinal somos todos apenas NUVENS PASSAGEIRAS nesta vida. Talvez por isso a grande identificação do público ouvinte com a canção. NUVEM PASSAGEIRA está no patamar das músicas mais executadas em todos os tempos.
Apesar de não ser o único sucesso é o mais marcante e existem várias regravações de Nuvem Passageira.
Em 1976 a cantora paraguaia Perla grava a canção em seu LP Palavras de Amor
Em 2000, a banda Karnak regravou a canção no álbum Estamos Adorando Tóquio.
A dupla gaúcha Kleiton e Kledir gravou a canção no álbum Clássicos do Sul, de 1999.
Em 2008, O cantor Tunai registrou a canção no DVD Um Barzinho, nm Violão - Novela 70.
Humberto Gessinger, líder da banda Engenheiros do Hawaii declarou há alguns anos num programa de uma rádio gaúcha a admiração do grupo pela música.
Em uma entrevista em 2010, Tom Zé afirmou que gostaria de ter sido o compositor dessa canção.
As bandas Ornitorrincos e Renegades Of Punk lançaram em 2014 um split-cd em que ambas as bandas interpretaram versões do tema "Nuvem Passageira" .
A cantora Ellen Oléria, primeira vencedora do The Voice Brasil, gravou "Nuvem Passageira", uma canção que marca sua carreira até hoje. Ellen fez muito sucesso com a canção. Há um vídeo famoso no YouTube com Ellen cantando esta canção no programa Altas Horas (Rede Globo).

## Discografia
- Desencontro de Primavera (1977)- (Tapecar) (LP/CD)
- Santa Maria (1978)- (Capitol) (LP/CD)

Singles e Ep's
- Flash / Sala De Espera ‎(Single, RGE, 1969) - Hermes, Laís
- Bola Louca E Colorida / Eu Quero Ser Teu Rei ‎(Single, Tapecar, 1977) CS-P-81
- Bola Louca E Colorida / Longas Conversas / Desencontro De Primavera / Quero Ser Teu Rei ‎(Ep, Tapecar, 1977)
- Nuvem Passageira / Matcchu Picchu (Tapecar)
- Santa Maria (EMI, 1978)
- Desencontro De Primavera / Cuidado ‎(Single, Tapecar, 1978) RTSS - 700
- Pedras No Meu Caminho ‎(Single, Tapecar) RTSS - 704